# Doom Eternal
Doom Eternal es un videojuego de acción de disparos en primera persona desarrollado por id Software y publicado por Bethesda Softworks. Es el quinto título principal de la serie Doom y la secuela directa de Doom (2016). El juego fue lanzado el 20 de marzo de 2020 para las plataformas PlayStation 4, Xbox One, Microsoft Windows, Google Stadia y Nintendo Switch, y el 29 de junio del 2021 en plataformas como PlayStation 5 y Xbox Series X/S. Las críticas mayormente positivas están repletas de elogios por su campaña, gráficos, diseño de niveles, banda sonora y mecánicas de combate. También hubo algunas discrepancias por el mayor enfoque en la narrativa visual y sus secciones de plataformas. El juego recibió 5 nominaciones en The Game Awards 2020, incluidos como juego del año (GOTY) y mejor juego de acción.
Ambientada algún tiempo después de los eventos del juego de 2016, la historia sigue al Doom Slayer una vez más, en una misión para poner fin al consumo de la Tierra, por parte del infierno y frustrar los planes alienígenas de Maykrs para exterminar a la humanidad. Junto con la campaña para un jugador, se introdujo un modo multijugador, Battlemode. en ese modo, los jugadores pueden jugar como Doom Slayer o como demonio, y luchar hasta que Doom Slayer derrote a los demonios, o viceversa. En octubre de 2021, se añadió un modo horda. The Ancient Gods, un DLC de campaña independiente de dos partes ambientado después de los eventos del juego principal, se lanzó entre octubre de 2020 y marzo de 2021.
Doom Eternal recibió críticas positivas de los críticos, que elogiaron su campaña, gráficos, diseño de niveles, banda sonora y mecánica de combate, aunque algunos no les gustó el mayor enfoque en la narración y sus secciones de plataformas. Doom Eternal recibió cinco nominaciones en The Game Awards 2020, incluyendo Juego del Año y Mejor Juego de Acción, así como una nominación a Juego de Acción del Año en la 24ª Entrega Anual de los Premios D.I.C.E.

## Sinopsis
Ambientada en un tiempo después de los eventos del juego de 2016, la historia sigue al Doom Slayer una vez más en una misión para terminar con el consumo de la Tierra por parte del Infierno y frustrar los planes del alienígena Khan Maykr para exterminar a la humanidad.

## Trama

### Historia Principal
En el año 2163, 14 años después de los eventos en Marte, la Tierra ha sido invadida por fuerzas demoníacas, acabando con el 60% de la población del planeta, bajo la ahora corrupta Union Aerospace Corporation (UAC) que jura lealtad hacia los demonios con motivos expansionistas. Lo que queda de la humanidad huyó de la Tierra y otros se unieron a la Armored Response Coalition (ARC), un movimiento insurgente formado para detener la invasión que se encuentra oculta para evitar sufrir más pérdidas. Previamente, Doom Slayer había sido traicionado y teletransportado por el Dr. Samuel Hayden a otra parte del universo. Sin embargo, regresa con una fortaleza satelital controlada por la inteligencia artificial conocida como VEGA. Este le indica que para sofocar la invasión demoníaca debe matar a los 3 Sacerdotes Infernales: Deags Nilox, Ranak y Grav. Los sacerdotes se hallan ocultos bajo la protección y órdenes de un ser angelical conocido como Khan Maykr que busca sacrificar a la humanidad por la supervivencia de su propia raza.
Durante la travesía en la Tierra y después de recuperar un localizador celestial de una ciudad centinela de nombre Exultia, Doom Slayer viaja al infierno para recuperar una fuente de energía de un centinela exiliado conocido como Betrayer, quien le da la fuente de energía y una daga, pidiéndole que la utilice para apuñalar el corazón de su hijo fallecido, cuyo cuerpo se convirtió en el de un apocalíptico demonio llamado el Icono del Pecado. Siguiendo con la aventura, VEGA dirige a nuestro protagonista a una ciudadela centinela fortificada en el Ártico. Luego de algunos eventos con los sacerdotes y después de eliminar al Doom Hunter, uno de los demonios especializados para matar al Doom Slayer, Khan Maykr decide mover a uno de sus sacerdotes a un lugar oculto a la vez que acelera el proceso de invasión de la Tierra. Sin pistas sobre cómo encontrar al último Sacerdote del Infierno, VEGA sugiere buscar y reactivar al robótico Dr. Hayden quien puede conocer su ubicación. El Doom Slayer va a uno de los complejos ARC donde recupera el cuerpo robótico dañado de Hayden y un Crisol demoniaco. Una vez recargada la mente del Dr. Hayden, este revela que el sacerdote infernal escondido se ubica en un coliseo llamado Sentinel Prime y que la única forma de llegar hasta ahí es a través de un portal localizado en la ciudad abandonada de Hebeth en el núcleo de Marte. Sabiendo esto, Doom Slayer viaja a una base lunar de la UAC en Phobos donde usa el BFG 10000 (una versión gigante de la BFG) para disparar un poderoso rayo letal en la superficie de Marte y poder atravesar el planeta rojo con suma facilidad por el agujero generado. Después de llegar a Sentinel Prime y luego de diversos recuerdos perdidos de nuestro protagonista encontrados adentrándose en el imponente coliseo, una revelación sobre la procedencia y posterior fabricación en cadena de la energía Argent explicada por Khan Maykr, el Doom Slayer logra hallar a un sacerdote infernal en la arena de combate. Después de derrotar a su guardián, el Gladiador, sin piedad alguna lo asesina a sangre fría. Esto para los centinela representa un acto de herejía por lo que se le excomulga por dicho asesinato en terreno sagrado y este opta por regresar a la fortaleza.
Khan Maykr desestabiliza la fortaleza de forma remota para evitar más interferencias en sus planes. A través de un holograma, ella revela sus intenciones de resucitar al Super Demonio devorador de mundos, el Icono del Pecado e instruido por Samuel Hayden, Doom Slayer usa la energía Argent latente del Crisol demoníaco para estabilizar la fortaleza. No obstante, debe ir a una ciudad de los centinelas conocida como Taras Nabad para recuperar un antiguo Crisol propio que estaba clavado en el cuerpo de un Titán y que no podía ser sacado ya que era lo que lo retenía en estado vegetal. Después de recuperar solo la empuñadura del Crisol y restablecer su mítica arma en una forja centinela, se dirige nuevamente a la fortaleza donde el Dr. Hayden lo conduce hacia la ciudadela principal del infierno llamada Necrovol donde debe localizar un portal que lo transportará a Urdak, ciudad natal de la raza Maykr. Al ingresar dentro del portal, el Doom Eternal se encuentra al Khan Maykr y detiene su ceremonia del despertar usando la daga del Traidor para destruir el corazón del Icono del Pecado. Libre del control de Maykr, el Icono del Pecado despierta y se teletransporta a la Tierra. Con la barrera dimensional destruida, los demonios rompen su alianza con los Maykrs y proceden a invadir Urdak. Luego de una batalla contra la Khan Maykr, nuestro protagonista sale victorioso y sin pensarlo 2 veces se dirige hacia la Tierra para enfrentarse con el Super Demonio. Al llegar, una intensa batalla sin precedentes se desencadena en la Tierra en contra del Ícono del Pecado. Finalmente, Doom Slayer mata al Icono del Pecado con el Crisol, poniendo fin a la invasión de la Tierra por parte del Infierno.

### Expansiones

#### The Ancient Gods - Parte Uno
A pesar de haber derrotado al Icono del Pecado y haber detenido la invasión de la Tierra por parte del Infierno, los demonios aún no habían perecido por completo. La muerte de Khan Maykr y la conquista de Urdak por parte del Infierno les han dado a los demonios la oportunidad de dominar todas las dimensiones y reiniciar su invasión al planeta. Para evitar esto, Doom Slayer junto con Samuel Hayden y los científicos de ARC, se embarcan en una misión para encontrar y liberar el cuerpo de un serafín, clave para la caída de los demonios. Nuestro protagonista recorre las instalaciones de la UAC en el Océano Atlántico donde reside la cápsula de contención del serafín. Carga la conciencia de Hayden en la cápsula y se revela que él era el serafín. El cuerpo del serafín resulta estar sufriendo de una enfermedad terminal llamada transfiguración y le encarga al Doom Slayer que recupere la Esfera Vital del Padre, un recipiente donde yacía el alma del creador del universo, ubicada en los Pantanos Sangrientos dentro del Santuario de Ingmore y este artefacto permitía su resurrección mediante un ritual. Después de abrirse camino a través de los Pantanos Sangrientos y pasar la Prueba de Maligog, Doom Slayer encuentra la esfera. Sin embargo, elige destruirla en lugar de entregárselo al serafín debido a que, en el pasado del Padre, este ya lo había perdonado a pesar de las fechorías del Señor Oscuro y Doom Slayer no permitiría ningún tipo de intromisión en su objetivo de destruir el problema de raíz. En su lugar recupera la Esfera Vital del Señor Oscuro con la intención de resucitarlo y luego matarlo en su forma física, lo que a su vez destruirá a todos los demonios fuera del Infierno por extensión. Doom Slayer regresa a Urdak, que ha sido corrompido por la ocupación de los demonios y llega al Luminarium donde cualquiera que tenga una Esfera Vital puede activarla y resucitar su contenido. Sin embargo, se vería obligado a enfrentar al serafín consumido por la transfiguración degenerativa. Lo derrota antes de que el Padre lo teletransporte y a pesar de haber sido advertido de que traer al Señor Oscuro a su forma física es irreversible, nuestro protagonista procede a convocarlo, a quien este último hace aparición con la forma idéntica él mismo.

#### The Ancient Gods - Parte Dos
Tras la resurrección del Señor Oscuro, Doom Slayer intenta matarlo, pero al ser un sitio sagrado Luminarium, no se le tenía permitido derramar sangre. El Señor Oscuro lo cita en la ciudad capital del Infierno, Immora, para su confrontación final. Para llegar a Immora, el Padre le informa al Doom Slayer que debe ir por un cristal especial en Argent D'Nur que le permitirá ingresar a la Puerta de Divum, un portal con destino a la capital infernal. Al llegar a esta ciudad, Doom Slayer se dirige a la ubicación del cristal dentro de la Lanza del Mundo, una enorme nave alienígena cristalina que había aterrizado en el planeta hace mucho tiempo. En el camino, Doom Slayer se encuentra con el Traidor, que ha vuelto a tomar su nombre original, Valen, después de la derrota del Icono del Pecado. Valen nos regala un arma de energía llamada el Sentinel Hammer para reemplazar nuestro Crisol perdido. Doom Slayer llega a encender la Antorcha de los Reyes para reunir a las fuerzas centinelas restantes no corrompidas hacia la batalla final, luego ingresa a la Lanza del Mundo y recupera el cristal. Al regresar a la Tierra con el cristal, activa la Puerta de Divum, logrando viajar a Immora. Doom Slayer es recibido por las formidables defensas de la ciudad amurallada constituidas por un enorme ejército de demonios de distintos tipos. Simultáneamente, es asistido a través de diversos portales en los alrededores por un ejército de centinelas liderados por Valen con el fin de ayudarnos en el enfrentamiento. Mientras las fuerzas principales del Infierno están ocupadas con los centinelas, Doom Slayer abre una brecha en Immora y sigue el rastro del Señor Oscuro hacia otro portal. Teletransportado a una arena, el Señor Oscuro y Doom Slayer dan inicio a su combate final. El Señor Oscuro revela que él fue el verdadero creador del multiverso y que Jekkad (más tarde conocido como el Infierno) fue la primera dimensión. Los Maykr, incluido el Padre, lo traicionaron y reescribieron la historia para mostrar al Padre como el primer ser, lo que a su vez, llevó al Señor Oscuro enfurecido a influir en Samur Maykr, un serafín que formó parte del pasado de Doom Slayer, para convertir a Doomguy en el imponente Doom Slayer y cuyo propósito original era contribuir rn la destrucción de los Maykrs y el Padre, cumpliendo la venganza del Señor Oscuro. Luego de aquellas palabras, Doom Slayer le atraviesa el pecho al Señor Oscuro, matándolo en cuestión de segundos. Con su muerte, todos los demonios fuera del Infierno son destruidos instantáneamente, salvando finalmente a la Tierra, Urdak y Argenta de la invasión demoníaca. Siendo también una de las creaciones del Señor Oscuro, el Doom Slayer cae inconsciente para posteriormente ser sellado dentro de un sarcófago de piedra en el Santuario de Ingmore por los Serafines.

## Jugabilidad

### Campaña Principal
El juego continúa el énfasis de su predecesor con su característica forma de combate frenético y sanguinario, alentando al jugador a atacar agresivamente a los enemigos para adquirir salud y munición. El jugador tiene acceso a varias armas de fuego, desde clásicas como el Rifle de Plasma, la Super Escopeta o nuevas como la Unmakyr (Reinvención de la Unmaker de Doom 64). También se pueden usar armas cuerpo a cuerpo como la Motosierra, el Crisol y una cuchilla retráctil de llamada Doomblade. Este último ofrece la oportunidad de una mayor variedad de ejecuciones rápidas y violentas llamadas Glory Kills. La Súper Escopeta ahora está equipada con un gancho que lanza al jugador hacia un enemigo con el fin de impulsarse tanto durante el combate como a través de los escenarios para su exploración, a la cual cuando se le añade una modificación, esta es capaz de prender en llamas a los enemigos para proporcionar una protección extra a la barra de vida. También contamos con otras clases de armamentos como misiles, lanzagranadas y lanzallamas que pueden unirse a la armadura de Doom Slayer. En adición a esto, se han introducido nuevas mecánicas de movimiento tales como escalar paredes y movimientos de tablero los cuales generan una jugabilidad mucho más vertical gracias al tamaño de los escenarios, pues se nos permitirá saltar de un lado a otro entre los edificios destruidos y los enormes cañones que han fragmentado la realidad.
Existen nuevos tipos de enemigos que se suman al catálogo de demonios que está más grande que nunca, con los habituales Pain Elemental, Arch-viles, Aracnotrones, Cazadores Infernales y Rondadores Corruptos, criaturas que en líneas generales estrenan el llamado sistema de demonios destruibles, un alarde de casquería que nos ofrecerá ver como los diversos demonios sufren nuestras acometidas viscerales de forma física.

### Multijugador
El juego presenta varios modos multijugador asimétricos, incluido el Modo Batalla. Esta modalidad consiste en una partida de múltiples rondas 2vs1 donde dos demonios controlados por jugadores se enfrentan a un Doom Slayer completamente cargado. Los 5 demonios disponibles actualmente son Marauder, Arch-vile, Mancubus, Pain Elemental y Revenant. Cada uno de los demonio tiene dos conjuntos de acciones diferentes para elegir, que determinan las habilidades no únicas que puede usar, y tiene un estilo de juego centrado en un rol específico.
- Marauder: Movilidad superior a través de saltos dobles y carrera, y bueno para presionar al Slayer con ataques de corto alcance. Tiene los conjuntos de acción A distancia y Presión.
- Archi-vile: Es capaz de teletransportarse a corta distancia, y se especializa en negación de área y restricción de movimiento. Tiene los conjuntos de acción Ágil e Invocador.
- Mancubus: Lento, pero fuerte y difícil de matar; también puede efectuar los doble salto, pero no puede atacar después del segundo salto hasta que aterriza. Tiene los conjuntos de acciones Tanker y Soporte.
- Pain Elemental: Puede volar libremente y lanzarse por el aire, pero tiene dificultades para protegerse de los ataques. Tiene los conjuntos de acción Presión e Invocador.
- Revenant: Equilibrado, con capacidad de volar por poco tiempo. Tiene los conjuntos de acción Ofensiva y Defensiva.

Además de los ataques regulares, cada demonio tiene una "rueda de invocación" que contiene una selección de cuatro habilidades adicionales. El 26 de octubre de 2021 se lanzó un modo adicional, el modo Horda, como parte de la actualización 6.66.
Inicialmente, se introdujeron cinco escenarios como mapas exclusivos del modo de batalla, mientras que Tormento se lanzó como el sexto mapa en la actualización 2. El séptimo mapa se agregó en la actualización 5. Actualmente, hay disponibles siete "Arenas" para el combate multijugador:
- Armagedón
- Celestial
- Corrosión
- Extracción
- Abandonados
- Penitencia
- Tormento
- Tundra

Otra novedad en el juego es el área central llamada La Fortaleza de Doom, que los jugadores pueden visitar entre misiones, que contiene una serie de habitaciones con mejoras y equipo encerrado detrás de las puertas. Los jugadores también pueden desbloquear un arma adicional, el Unmaykr, después de superar 6 desafiantes Slayer Gates.

## Desarrollo
Fue el primer videojuego desarrollado con el motor Id Tech 7. A lo largo del proceso de diseño del videojuego, Marty Stratton, productor ejecutivo del juego, mencionó que su equipo tenía como objetivo crear un Universo Doom con lugares más grandes y variados, incluido "Infierno en la Tierra", para que los jugadores tuvieran la posibilidad de explorar los ambientes. A diferencia de su predecesor, id Software desarrolló internamente el componente multijugador del juego en lugar de subcontratarlo al desarrollador multijugador del juego anterior, Certain Affinity con el propósito de generar una experiencia más comunicativa y social con la campaña para un solo jugador. El equipo decidió eliminar el modo SnapMap y reasignar su recurso para generar contenido descargable de la campaña posterior al lanzamiento.
Estéticamente, el juego tiene como objetivo tener un parecido lo más cercano a los juegos clásicos de Doom, con los diseños de los enemigos modificados de los del juego del 2016 para que coincidan con los diseños de los juegos originales. Además, los desarrolladores incluyeron la opción de tener una vista de armas centrada que era tradicional en los primeros dos juegos de Doom y se agregó como una actualización posterior al lanzamiento de Doom 2016. Los juegos citados como influencias en la jugabilidad incluyen juegos de acción de estilo arcade como Devil May Cry y Bayonetta. Según Hugo Martín, director del juego, una de las facetas más importantes que mejoraron fue debido a la controversia que surgió de un video publicado por el sitio web estadounidense Polygon de la jugabilidad del juego de 2016. En ese video, la persona detrás del juego no parecía comprender algunas de las mecánicas básicas de Doom o incluso del género FPS, lo que llevó a algunos en la comunidad de jugadores a ridiculizarlo a más no poder. Hugo Martín explicó que su equipo estudió ese video y creía que la persona que controlaba el juego estaba luchando contra el diseño del mismo, y para Doom Eternal quería asegurarse de que todos pudieran jugarlo y no solo los jugadores expertos y tomó algunos de esos factores de diseño en cuenta.
El juego está dedicado al programador de id Stephen Ash, quien falleció durante su desarrollo en 2019.

## Música
Mick Gordon regresó como compositor para esta última entrega de la saga Doom. En enero de 2019, sugirió ocupar un estilo de Rock/Metal para fuera anexado a las sesiones de grabación y contribuir a la banda sonora. En el Coro de Heavy metal se encontraban personas como James Rivera de Helstar, Tony Campos de Static-X, Sven de Caluwé de Aborted, James Dorton de Black Crown Initiate, Nature Ganganbaigal de Tengger Cavalry y Oktavist Eric Hollaway los cuales le dieron vida a las caóticas y diabólicas composiciones con sus voces.
La banda sonora se lanzó para su descarga el 19 de abril para los compradores de la edición de coleccionista. En las horas posteriores al lanzamiento de la banda sonora, los fanáticos notaron diferencias entre el álbum de la banda sonora y la música del juego, como la gran compresión de la pista BFG Division 2020 en comparación con la versión del 2016. Gordon confirmó en Twitter que solo mezcló una pequeña cantidad de pistas, como Meathook y Command and Control. La información recabada parece sugerir que la mayor parte de la banda sonora fue mezclada por Chad Mossholder, director de audio de id. Por esta razón, Gordon declaró que dudaba que trabajaría con id nuevamente.
En mayo de 2020, Marty Stratton emitió un comunicado en Reddit, diciendo que a Mick Gordon se le dio mucho tiempo para mezclar las pistas. Cuando este no completó la mezcla antes de la fecha límite de publicación de la banda sonora, Stratton sugirió colaborar con Mossholder, a lo que Mick Gordon accedió. Le envió a Mossholder unas 12 pistas terminadas. Mossholder mezcló y editó las canciones restantes a partir de los activos del juego que se comprimieron más para compensar el resto del audio del juego. Marty Stratton escribió más tarde que id usaría un compositor diferente en el futuro.
En septiembre de 2020, el compositor Andrew Hulshult anunció que compondría música para la expansión de la campaña The Ancient Gods junto con David Levy. Hulshult había compuesto previamente música para Quake Champions, otro juego creado perteneciente a la misma empresa.

## Lanzamiento
Bethesda Softworks anunció el juego en el E3 2018, y las primeras imágenes del juego se dieron a conocer en la QuakeCon 2018. En una primera instancia, se lanzaría para Microsoft Windows, PlayStation 4, Nintendo Switch (versión desarrollada por Panic Button) y Xbox One. En 2019, se anunció que Doom Eternal vendría a la plataforma de Google Stadia. Los directores de Doom, Hugo Martin y Marty Stratton regresaron, con Martin como director del juego y Stratton como productor ejecutivo.
Aunque originalmente estaba programado para un lanzamiento el 22 de noviembre de 2019, el lanzamiento de Doom Eternal se retrasó más tarde hasta el 20 de marzo de 2020 con un puerto de Nintendo Switch en una fecha posterior, que el 30 de noviembre se reveló como el 8 de diciembre de 2020. Como otra curiosidad, Doom Eternal está incluido en el Xbox Game Pass desde el 1 de octubre de 2020.
La fecha de lanzamiento oficial del 20 de marzo de 2020 para Doom Eternal coincidió con la de Animal Crossing: New Horizons de Nintendo. Debido a la demanda esperada para ambos juegos y a la luz de la pandemia de COVID-19, GameStop decidió comenzar a vender Doom Eternal un día antes para minimizar la aglomeración. El marcado contraste de tono entre ambos juegos, combinado con su lanzamiento el mismo día, llevó a los fanáticos de ambas series a celebrar la coincidencia creando un arte cruzado alegre que presentaba a Doomguy e Isabelle de Animal Crossing como "mejores amigos".
Antes del lanzamiento del juego, se anunció que se planeaba lanzar dos complementos de campaña durante el primer año después del lanzamiento. El acceso a estas expansiones está incluido con la compra de la Edición Deluxe del juego.
El 8 de mayo de 2020, se publicaron dos capturas de pantalla en la cuenta oficial de Twitter del juego, mostrando escenas del próximo DLC de la primera historia. El 7 de agosto de 2020, se lanzó un avance de la primera parte del contenido descargable de la campaña. En el adelanto, se reveló que el nombre del DLC que se lanzaría en 2 partes sería The Ancient Gods y se fijó una fecha para el tráiler completo de la primera parte que se lanzará el 27 de agosto de 2020 durante la primera noche de Gamescom. En dicho tráiler, la fecha de lanzamiento de la primera expansión se reveló el 20 de octubre de 2020. El 7 de marzo de 2021, se anunció que el 15 de marzo se lanzaría un avance del contenido descargable Ancient Gods: Parte Dos. El teaser simultáneamente anunció un tráiler completo para su lanzamiento dos días después, el 17 de marzo de 2021.

## Críticas
Los críticos de Metacritic elogiaron la campaña, los gráficos, el diseño de niveles, el combate, la banda sonora y las mejoras con respecto a su predecesor, mientras que a algunos no les gustó el mayor enfoque en la narrativa y las secciones de plataformas.
Phil Hornshaw de GameSpot le dio al juego un 8 sobre 10, elogiando el combate y las plataformas del juego, pero criticando la historia del juego, tachándola de "demasiado seria y confusa". Andrew Reiner de una revista estadounidense conocida como Game Informer criticó el modo multijugador del juego y lo calificó como "un gran paso atrás para toda la serie". También criticó los acertijos y dijo que sentía que estaban fuera de lugar. Sin embargo, elogió el combate del juego, particularmente el arsenal ampliado del juego, así como la banda sonora, declarándola como "pegadiza". Le dio al juego una puntuación de 9,25 sobre 10.
En su lanzamiento inicial, la versión del juego ofrecida a través de Bethesda Launcher parecía haber sido diseñada para enviarse con el software de protección de gestión de derechos digitales (DRM) de Denuvo, pero no se configuró correctamente, dejando el juego sin DRM. Sin embargo, esto fue reparado poco después. En adición a esto, el juego se parcheó en Windows para incluir la tecnología antitrampas de Denuvo el 14 de mayo de 2020, que funciona mediante la instalación de un controlador en modo kernel. A algunos les preocupaba que esto expusiera sus computadoras a vulnerabilidades de seguridad, mientras que otros afirmaron pérdidas de rendimiento causadas por el parche. Esto llevó a los usuarios a revisar la bomba del juego en Steam. El 20 de mayo, ID dejó constancia de que eliminaría el antitrampas de Denuvo en el próximo parche del juego y volvería a evaluar cómo implementaría medidas antitrampas en el juego.

## Ventas
El juego tenía 100,000 usuarios simultáneos en Steam el día de su lanzamiento, más del doble que el Doom de 2016. El juego duplicó los ingresos del fin de semana de lanzamiento de Doom de 2016. En Europa, el juego debutó en el número 2 en las listas del Reino Unido y en el número 2 en las listas de Suiza detrás de Animal Crossing: New Horizons, aunque las ventas físicas de Doom Eternal fueron un 33 % inferiores a las de su predecesor, un posible efecto secundario de los procedimientos de distanciamiento social. implementado a raíz de la pandemia de COVID-19. En Alemania, el juego vendió 100 000 unidades hasta mayo de 2020.
En América del Norte, el juego fue el sexto juego más vendido en marzo de 2020, aunque esto no incluye las ventas digitales. SuperData estimó que, en marzo de 2020, el juego había vendido 3 millones de copias digitales en todo el mundo, superando las 957.000 unidades de ventas del mes de lanzamiento de su juego predecesor. Esto convirtió al videojuego como el cuarto juego de consola con mayor recaudación en marzo de 2020.